# Бурангул Куватов
Бурангул Куватов (баш. Буранғол Ҡыуатов; 1750 — 1833) — кантонный начальник, майор (1817), командир 1-й Башкирской конной команды (1806—1807). Участник русско-прусско-французской войны 1806—1807 годов, Отечественной войны 1812 года и заграничного похода русской армии 1813—1814 годов.

## Биография
Бурангул Куватов родился в 1750 году в селе Утягулово Ногайской дороги Оренбургской губернии. Его отец — Куват Кинзягулов, старшина Усерганской волости Ногайской дороги, участник Башкирского восстания 1755—1756 годов, родоначальник дворян Куватовых. 
В 1799—1817 годах являлся начальником 9-го башкирского кантона Оренбургского уезда Оренбургской губернии.
24 сентября 1805 года в Сеитовской слободе по представлению Г. С. Волконского в присутствии всех юртовых и походных старшин и 200 «отборнейших башкирцев» с принятием присяги Бурангулу Куватову было вручено знамя с вензелем Александра I за отличие в усмирении волнений уральских казаков в 1804 году. В дальнейшем знамя хранилось в управлении кантона как «святыня особого монаршего благоволения», с изменением нумерации кантона перешло в 10‑й кантон. Дальнейшая судьба знамени неизвестна.
Участник русско-прусско-французской войны 1806—1807 годов. В декабре 1806 года из людей 9-го кантона были сформированы две конные команды, первая под командованием майора М. В. Данкеева и поручика Бурангула Куватова и вторая под командованием майора Денисьева и старшины Аксувака Узебаева. 4 июня 1807 года обе команды в составе корпуса атамана М. И. Платова принимали участие в арьергардном бою под Веллау. Башкиры заманили в засаду французскую кавалерию, обстреляли из луков, а затем преследовали несколько километров. После подписания Тильзитского мира 27 июня Александр I представил Наполеону башкир, входивших в состав иррегулярных войск русской армии, что было запечатлено на картине П. Н. Бержере. В конце 1807 года команды были расформированы.
7 апреля 1811 года по указу императора Александра I был сформирован 1-й Башкирский конный полк, командиром которого назначен майор Звериноголовского гарнизонного батальона Добровольский. В июне полк прибыл в Симбирск и был направлен в Серпухов. Зимовал в Курской губернии. В марте 1812 года 1-й Башкирский полк выполнил кордонную службу на западной границе Российской империи в состав корпуса М. И. Платова. С началом Отечественной войны вместе с казаками Платова прикрывал отступление 2-й Западной армии.
7 сентября 1812 года полк участвовал в Бородинском сражении, а 8—9 сентября в битве при Можайске. С 20 сентября в составе отряда полковника И. Е. Ефремова дислоцировался в Молодях, до 26 октября охранял Серпуховскую дорогу. С 27 октября часть полка в составе армии участвовала в сражении под Малоярославцем, а 29—30 октября в преследовании противника.
В 1813 году 1-й Башкирский конный полк участвовал в осаде Данцига, в сражении при Берлине, в битве при Дрездене. В октябре 1813 года полк принял участие в Битве народов под Лейпцигом. Во время сражения 1-й полк вместе с 4-м, 5-м и 14-м башкирскими полками отправился на помощь 2-му, 15-му и 18-му башкирским полкам, сражающимся против дрезденского гарнизона. Позже участвовал в рейде генерал-майора А. Х. Бенкендорфа в Голландию. 10 ноября 1813 года участвовал в осаде Девентера, 8-9 декабря в осаде Бреды, 9-10 марта 1814 года в сражении при Лаоне. 31 марта 1814 года участвует во взятии Парижа.
24 июля 1817 года капитан Бурангул Куватов был произведён в чин майора. В том же году он вместе с четырьмя женами, сыновьями и внуками был внесён в III часть дворянской родословной книги Оренбургской губернии. Награждён орденом Святой Анны 4‑й степени (20 мая 1808 года; до 1815 года именовалась 3-й степенью), медалями «В память Отечественной войны 1812 года»[уточнить] и «За взятие Парижа 19 марта 1814 года»[уточнить]. 
Именем Бурангула Куватова названа деревня Бурангулово Кувандыкского района Оренбургской области.